# سر مار (فیلم)
سر مار (به انگلیسی: Snakehead) یک فیلم اکشن، دلهره‌آور، درام و جنایی آمریکایی محصول سال ۲۰۲۱ به تدوین، تهیه‌کنندگی، نویسندگی و کارگردانی ایوان جکسون لئونگ با بازی شویا چانگ، جید وو و سانگ کانگ است. این فیلم برای اولین بار در بخش کشف در جشنواره بین‌المللی فیلم تورنتو ۲۰۲۱ به نمایش درآمد.
داستان الهام گرفته از داستان خواهر پینگ، یک قاچاقچی انسان است که از سال ۱۹۸۴ تا ۲۰۰۰ عملیاتی را بین هنگ کنگ و شهر نیویورک انجام داد.

## خلاصه داستان
فیلم در مورد یک مهاجر چینی که تلاش می‌کند زندگی بهتری برای خانواده خود بسازد، در یک حلقه جنایت بین المللی قاچاق انسان معروف به «سر مار» گرفتار می‌شود، می‌باشد.

## بازیگران
- شویا چانگ در نقش خواهر تسه
- جید وو در نقش دای ماه
- سانگ کانگ در نقش رمبو
- یاسین جومبایه در نقش زاریب
- کاترین جیانگ در نقش رزی
- ریچی انج در نقش پیگووت
- ساندرا الونی در نقش اولیویا مأمور اف‌بی‌آی
- دوون دیپ در نقش سین پری یونگ در نقش سوهیون
- سلیا او در نقش جیا
- جیمی چوی در نقش باربی
- برتون پرز در نقش کایوت
- براندن اسمیت در نقش اسکورپیون

## انتشار فیلم
این فیلم اولین بار در جشنواره بین‌المللی فیلم تورنتو ۲۰۲۱ و پس از آن در بیستمین جشنواره فیلم آسیایی نیویورک به نمایش درآمد. در ۱۶ ژوئن ۲۰۲۱، حقوق این فیلم توسط ساموئل گلدوین فیلم و جاذبه‌های جاده‌ای برای اکران فیلم در آمریکای شمالی به دست آمد. در ابتدا، تاریخ انتشار در ایالات متحده برای ۱۰ اکتبر ۲۰۲۱ تعیین شده بود، اما به سرعت به ۲۹ اکتبر تغییر یافت.

## بازخوردها
- در وب‌سایت جمع‌آوری نقد راتن تومیتوز، این فیلم بر اساس ۲۰ منتقد، با میانگین امتیاز ۵٫۹ از ۱۰، ۷۰٪ تأیید شده‌است.[۷] در متاکریتیک، دارای رتبه ۵۵ از ۱۰۰ بر اساس ۵ منتقد است، که نشان دهنده «بررسی‌های مختلط یا متوسط» است.[۸]
- به گفته جاستین لو از هالیوود ریپورتر، "لئونگ به طرز ماهرانه‌ای آسیب پذیری و تهدید زنی را به تصویر می‌کشد که سرانجام پس از دهه ها قربانی شدن، کنترل زندگی خود را به دست می‌گیرد و یک درام جنایی فشرده را ارائه می‌دهد".[۹][۱۰]